# Chouette
Chouette (das französische Wort chouette bedeutet Eule, s. u.), früher auch Jouette, ist eine Methode, die es mehreren Personen erlaubt, an einem Zwei-Personen-Spiel teilzunehmen.

## Grundregeln
- Vor Beginn der Partie wird eine Spielerreihenfolge (z. B. durch Losen) festgelegt.

- In jedem einzelnen Spiel gibt es einen Allein- und einen Hauptspieler, alle übrigen Teilnehmer sind nur finanziell beteiligt, sie wetten gegen den Alleinspieler auf Sieg des Hauptspielers.

- Nach jedem Spiel wechseln die Rollen: 
  - Gewinnt der Alleinspieler, so bleibt er weiterhin Alleinspieler; der Hauptspieler muss seinen Platz verlassen und sich am Ende der Warteliste einreihen, der Ranghöchste wird neuer Hauptspieler.
  - Gewinnt der Hauptspieler, so wird er neuer Alleinspieler, der bisherige Alleinspieler wird zurückgereiht, alle anderen rücken entsprechend auf und der Ranghöchste wird neuer Hauptspieler.

Selbstverständlich kann dieses Prinzip auch bei Spielen ohne Geldeinsatz angewendet werden, dann werden auf diese Weise eben lediglich die jeweiligen Spielpaarungen festgelegt. Das Chouette-Prinzip findet man in jeweils abgewandelter Form beim
- Backgammon,
- Barbudi
- Bézique
- Écarté (Das Jouettespiel oder Écarté-Jouette [sic]  wurde 1933 als Glücksspiel verboten.)
- Gin Rummy
- Liar Dice
- Piquet und
- Trappola

Der Bank- bzw. Spielerwechsel beim Baccara bzw. der Wechsel des Werfers beim Craps folgen einer ähnlichen Prozedur. Das Chouette-Prinzip wird heute vor allem beim Backgammon angewendet, es hat aber seinen Ursprung wahrscheinlich beim Piquet (nach Dictionnaire de L'Académie française, Cinquième édition, 1798: On dit au jeu de Piquet, Faire la chouette, pour dire, Jouer seul contre deux ou contre plusieurs.) oder dem Jeu de Paume, einem Vorläufer des Tennis.

## Zur Wortbedeutung
Faire la chouette bedeutet im Französischen, beim Kartenspiel als Alleinspieler zu spielen. Diese Redewendung wird damit erklärt, dass der Alleinspieler von allen übrigen Spielern bedrängt und angegriffen wird, so wie eine Eule von den übrigen Vögeln. (Par contre si vous participez à une partie de jeu de paume, l'expression "faire la chouette ", vient bien de l'oiseau. Il s'agit de jouer seul contre plusieurs adversaires, ainsi l'oiseau de nuit qui égaré de jour se fait poursuivre par plusieurs autres oiseaux peu amicaux à son égard.) In zoologischer Hinsicht ist diese Metapher sicher fraglich.

## Nachweise
1. ↑  Manfred Zollinger: Geschichte des Glücksspiels: vom 17. Jahrhundert bis zum Zweiten Weltkrieg. Böhlau 1997, ISBN 3-205-98518-4.